# Euriphene atropurpurea
Euriphene atropurpurea är en fjärilsart som beskrevs av Aurivillius 1894. Euriphene atropurpurea ingår i släktet Euriphene och familjen praktfjärilar. Inga underarter finns listade i Catalogue of Life.